# Economia da Noruega
A economia da Noruega segue os rumos da social-democracia, Estado de bem-estar social, caracterizando uma combinação da atividade do mercado e da intervenção do governo. Seu sistema é capitalista, tendo um governo de direita. As áreas chave de controles do governo, tais como o setor vital do petróleo (com as empresas de estado em grande escala). O país é dotado com ricos recursos naturais - petróleo, energia hidroelétrica, peixes, florestas e minerais - e é altamente dependente de sua produção de óleo e preços de óleo internacionais; em 1999, o óleo e o gás explicaram 35% das exportações. O fundo petrolífero da Noruega foi estabelecido pelo governo norueguês para garantir que os benefícios da exploração do petróleo sejam preservados para gerações futuras de noruegueses.
A Noruega optou por permanecer fora da União Europeia durante uma conferência em 1972, e outra vez em novembro de 1994. Entretanto, a Noruega, junto com Islândia e Liechtenstein, participa no acordo europeu da área econômica. O crescimento econômico em 2000 de 2,7%, comparado com os magros 0,8% de 1999, mas caiu para 1,3% em 2001. O governo moveu-se adiante com privatizações em 2000, vendendo um terço da companhia de óleo, Statoil. Com a mais elevada qualidade de vida do mundo, os noruegueses preocupam-se ainda sobre as duas décadas seguintes quando o óleo e o gás começarem a acabar. Conformemente, Noruega tem conservado seus excessos de orçamento óleo-impulsionados em um fundo do petróleo do governo, que investiu no exterior e (em 26 novembro 2003) foi avaliado em 114 biliões de dólares americanos.
O país é o 16º no ranking de competitividade do Fórum Econômico Mundial.
| Exportações    | Exportações | Importações    | Importações |
| País           | Porcentagem | País           | Porcentagem |
| -------------- | ----------- | -------------- | ----------- |
| Reino Unido    | 25,5 %      | Suécia         | 13,6 %      |
| Alemanha       | 12,6 %      | Alemanha       | 12,8 %      |
| Países Baixos  | 9,9 %       | Reino Unido    | 6,8 %       |
| França         | 9,1 %       | Dinamarca      | 7,2 %       |
| Estados Unidos | 6,7 %       | Estados Unidos | 5,0 %       |
| Outros         | 36,2 %      | Outros         | 54,6 %      |

## Comércio exterior
Em 2020, o país foi o 36º maior exportador do mundo (US $ 102,7 milhões em mercadorias, 0,5% do total mundial). Na soma de bens e serviços exportados, chega a US $ 147,2 bilhões e fica em 32º lugar mundial. Já nas importações, em 2019, foi o 38º maior importador do mundo: US $ 81,4 bilhões.

## Setor primário

### Agricultura
A Noruega produziu, em 2018:
- 400 mil toneladas de cevada;
- 326 mil toneladas de batata;
- 146 mil toneladas de aveia;
- 123 mil toneladas de trigo;
- 43 mil toneladas de cenoura;
- 37 mil toneladas de alface e chicória;
- 31 mil toneladas de repolho;

Além de produções menores de outros produtos agrícolas.

### Pecuária
Na pecuária, a Noruega produziu, em 2019, 1,5 bilhões de litros de leite de vaca, 132 mil toneladas de carne suína, 98 mil toneladas de carne de frango, 87 mil toneladas de carne bovina, 24 mil toneladas de carne de cordeiro, entre outros.

## Setor secundário

### Indústria
O Banco Mundial lista os principais países produtores a cada ano, com base no valor total da produção. Pela lista de 2019, a Noruega tinha a 52ª indústria mais valiosa do mundo (US $ 25,2 bilhões).
Em 2019, a Noruega não produzia veículos nem aço.

### Energia
Nas energias não-renováveis, em 2020, o país era o 13º maior produtor de petróleo do mundo, extraindo 1,7 milhões de barris/dia. Em 2019, o país consumia 207 mil barris/dia (55º maior consumidor do mundo). O país foi o 14º maior exportador de petróleo do mundo em 2018 (1,25 milhões de barris/dia). Em 2015, a Noruega era o 7º maior produtor mundial de gás natural, com uma produção de 117,2 bilhões de m³ ao ano. Em 2019 o país era o 61º maior consumidor de gás (4,5 bilhões de m³ ao ano) e era o 3º maior exportador de gás do mundo em 2015: 112 bilhões de m³ ao ano. O país não produz carvão.
Nas energias renováveis, em 2020, a Noruega era o 23º maior produtor de energia eólica do mundo, com 3,9 GW de potência instalada, e não prduzia energia solar. Em 2014 era o 7º maior produtor de energia hidroelétrica do mundo com uma potência instalada de 31 GW.

### Mineração
Em 2019, o país era o 6º maior produtor mundial de mercúrio, o 7º maior produtor mundial de titânio e o 8º maior produtor mundial de grafite.
A Noruega foi o 7º maior produtor mundial de alumínio em 2019, visto que o processo de transformação da bauxita em alumínio demanda uma quantidade imensa de energia, e poucos países possuem excedentes de produção energética para produzir o metal, sendo a Noruega um destes países.

## Setor terciário

### Turismo
Em 2017, a Noruega teve 6,2 milhões de turistas internacionais. As receitas do turismo, neste ano, foram de US $ 5,6 bilhões.